# Тынянов, Александр Николаевич
Александр Николаевич Тынянов (29 сентября 1967, с. Кордай, Джамбульская область, Казахская ССР, СССР — 27 мая 2004, Орехово-Зуевский район, Московская область, Россия) — советский и российский футболист, вратарь.

## Биография
Профессиональную карьеру начинал в 1985 году в клубе «Зарафшан» Навои. В 1989 году перебрался в «Нурафшон». В чемпионате Узбекистана сезона 1995 года сумел сохранить неприкосновенность ворот клуба на протяжении 727 минут, тем самым попал[когда?] на 238 место рейтинга IFFHS в число самых искусных[уточнить] вратарей мира. В 1996 году перебрался в «Орехово».
Утром 27 мая 2004 года у Тынянова, по словам его матери, было плохое настроение, он не хотел ехать на игру, курил на кухне не переставая, однако всё-таки вместе с командой и с сыном Александром отправился в Щёлково. На 82-м километре Горьковского шоссе близ деревни Ожерелки автобус ПАЗ, перевозивший футболистов команды, врезался в контейнеровоз с несколькими тоннами цианида натрия, которого подрезал автомобиль «ВАЗ-2109». Погибло 5 работников клуба и 4 футболиста. 29 мая 2004 года состоялось прощание с погибшими.

## Достижения
«Нурафшон»
- Серебряный призёр чемпионата Узбекистана (1): 1994